# Piotr Skucha

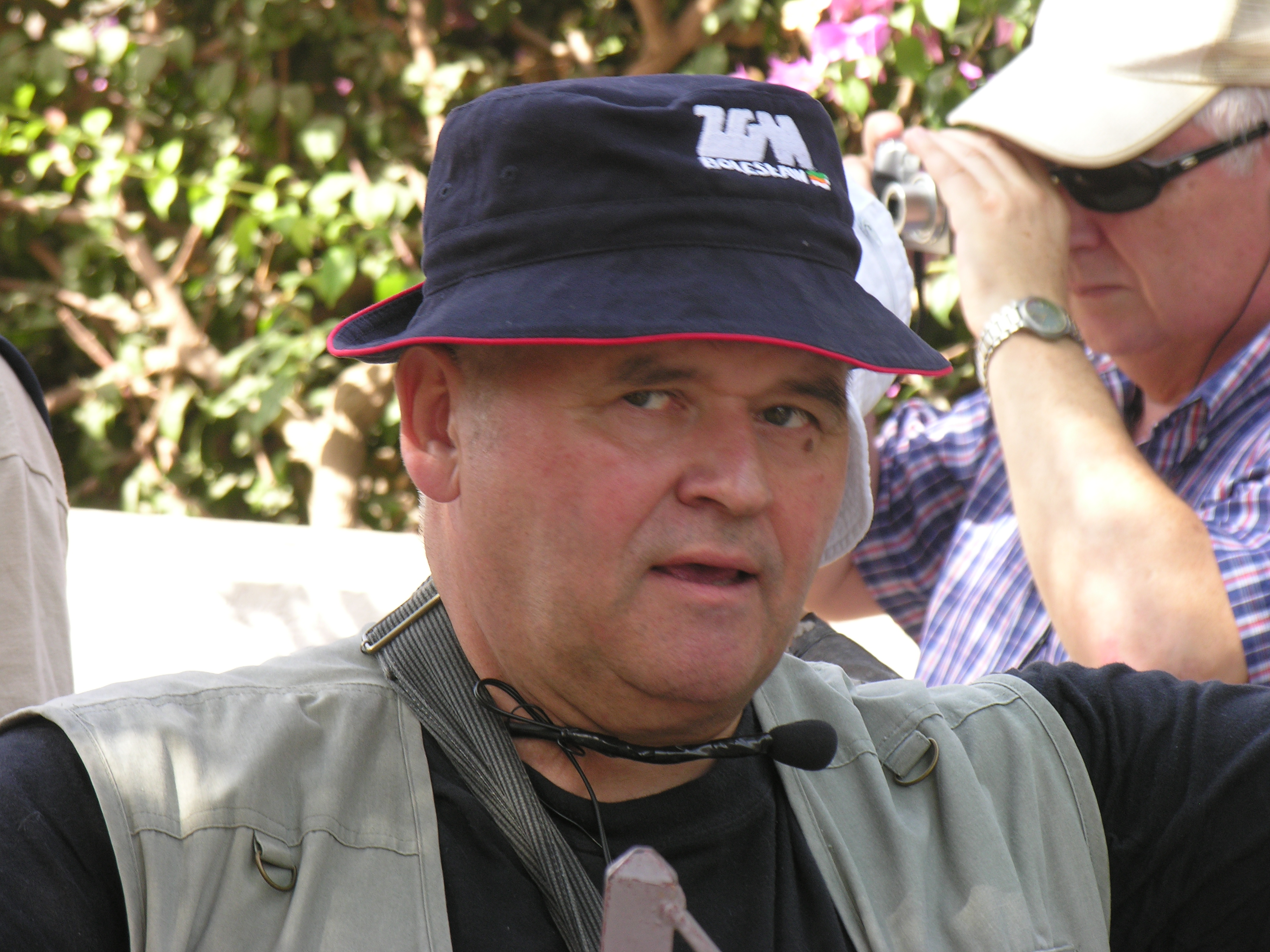
Piotr Skucha (2007)

Bischofswappen

Piotr Skucha (* 27. Juni 1946 in Łaganów, Woiwodschaft Kleinpolen, Polen) ist ein polnischer römisch-katholischer Geistlicher und emeritierter Weihbischof in Sosnowiec.

## Leben
Piotr Skucha schrieb sich 1964 ins Priesterseminar von Kielce ein. Der Bischof von Kielce, Jan Jaroszewicz, spendete ihm am 14. Juni 1970 die  Priesterweihe. Nach einer einjährigen Tätigkeit in der Gemeindeseelsorge setzte er seine Studien bis 1979 fort. 1984 wurde er Sekretär der Kommission für Bildungswesen innerhalb der Polnischen Bischofskonferenz.
Papst Johannes Paul II. ernannte ihn am 18. Dezember 1986 zum Titularbischof von Segisama und zum Weihbischof in Kielce. Die Bischofsweihe spendete ihm der polnische Primas, Józef Kardinal Glemp am 15. Februar 1987; Mitkonsekratoren waren Stanisław Szymecki, Bischof von Kielce, und Edward Materski, Bischof von Sandomierz. Als Wahlspruch wählte er Verbum Crucis - Virtus Dei. In seiner Amtszeit war er auch Herausgeber der Zeitschrift Współczesnej ambony.
Am 25. März 1992 ernannte ihn Johannes Paul II. zum Weihbischof im mit gleichem Datum errichteten Bistum Sosnowiec. Im selben Jahr wurde er außerdem zum Generalvikar des Bistums ernannt. Nach dem Tod von Bischof Adam Śmigielski am 7. Oktober 2008 übte er die Leitung des Bistums Sosnowiec als Apostolischer Administrator aus, bis Papst Benedikt XVI. am 4. Februar 2009 Grzegorz Kaszak zu Śmigielskis Nachfolger ernannte.
Piotr Skucha hält zudem regelmäßig Vorträge an der Universität von Sosnowiec, am Priesterseminar von Kielce sowie an der Päpstlichen Akademie Ignatianum in Krakau. Piotr Skucha engagiert sich für zahlreiche Projekte im Heiligen Land. Er ist Großoffizier des Ritterordens vom Heiligen Grab zu Jerusalem.
Papst Franziskus nahm am 27. Juni 2021 seinen altersbedingten Rücktritt an.